# Chavoy
Chavoy è un comune francese di 147 abitanti situato nel dipartimento della Manica nella regione della Normandia. Fa parte del cantone di Avranches, nell'omonima circoscrizione (arrondissement).

## Società

### Evoluzione demografica
Abitanti censiti